# ققنوس
قُقنوس پرندهٔ مقدس
افسانه‌ای است که در اساطیر ایران، اساطیر یونان، اساطیر مصر، و اساطیر چین از آن نام برده شده. گفته می‌شود که وی مرغی نادر و تنهاست و جفت و زایشی ندارد. اما هر هزار سال یک بار، بر توده‌ای بزرگ از هیزم بال می‌گشاید و آواز می‌خواند و چون از آواز خویش به وجد و اشتیاق آمد، به منقار خویش آتشی می‌افروزد و با سوختن در آتش از خاکستر آن ققنوسی دیگر متولد می‌شود. در بسیاری فرهنگ‌ها ققنوس را رمز جاودانگی، فداکاری و عمر دگربار تلقی می‌کنند. اما برخی فرهنگ‌ها ویژگی‌های دیگری هم به او نسبت داده‌اند. از جمله در مورد او گفته شده: اشک ققنوس زخم را درمان می‌کند حتی اگر زخم شمشیر خورده باشد و… ققنوس صدای دل‌نشینی دارد و موسیقی از آوای او پدید آمده است.
گرچه ققنوس در اساطیر ملل آسیایی همچون چین و ایران جایگاه ویژه‌ای دارد، امّا برخی معتقدند که اسطورهٔ ققنوس از مصر باستان برخاسته، به یونان و روم رفته. و هم‌سو با باورهای مسیحیت شاخ و برگ بیشتری یافته است.
علامه دهخدا در توصیف ققنوس نوشته است: گویند ققنوس هزار سال عمر کند و چون هزار سال بگذرد و عمرش به آخر آید، هیزم بسیار جمع سازد و بر بالای آن نشیند و سرودن آغاز کند و مست گردد و بال برهم زند چنان‌که آتشی از بال او بجهد و در هیزم افتد و خود با هیزم بسوزد و از خاکسترش بیضه ای پدید آید و او را جفت نمی‌باشد و موسیقی را از آواز او دریافته‌اند. (به نقل از برهان قاطع)

## در فرهنگ اروپایی

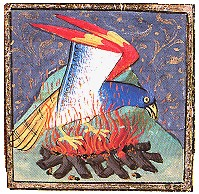

در فرهنگ انگلیسی زبان، ققنوس پرنده‌ای است افسانه‌ای و بسیار زیبا و منحصربه‌فرد در نوع خود، که بنا بر افسانه‌ها ۵۰۰ یا ۶۰۰ سال در صحاری غرب عمر می‌کند، خود را بر تلی از خاشاک می‌سوزاند، و از خاکستر حاصل، خود او دگر بار با طراوت جوانی سر برمی‌آورد و دور دیگری از زندگی را آغاز می‌کند و می‌گذراند. ققنوس در فرهنگ اروپایی غالباً تمثیلی از فناناپذیری و حیات جاودان است.
ققنوس در اصل از ایران باستان به فرهنگ اروپا راه یافته است.
طی هشت قرن قبل از میلاد مسیح، روی هم در نُه مرجع از پرنده ققنوس نام برده شده که هشت مورد آن از طریق نقل قول مؤلفان بعدی به ما رسیده و فقط یک مورد اثر هردوت مورخ یونانی ۴۸۴ تا ۴۲۴ قبل از میلاد با شرح کامل محفوظ مانده است. یونانی دیگری به نام کلودیوس آلیانوس مشهور به آلیان نیز، ۲۰۰ سال بعد از میلاد مسیح در مورد ققنوس نوشته است:
«ققنوس بدون کمک از علم حساب یا شمردن با انگشت، حساب ۵۰۰ سال را درست نگه می‌دارد زیرا او از طبیعتی که عقل کل است همه چیز را می‌آموزد. با آن که اطلاع در مورد ققنوس لازم به نظر می‌رسد مع‌هذا گمان نمی‌رود در میان مصریان - شاید جز انگشت شماری از کشیشان - کسی بداند که ۵۰۰ سال چه وقت به سر می‌رسد، ولی دست کم ما باید بدانیم که مصر کجاست و هلیوپولیس که مقصد ققنوس است، در کجا قرار دارد و این پرنده پدرش را درون چه نوع تابوت می‌گذارد و در کجا دفن می‌کند.»
این مورخ، بر اساس متن انگلیسی، والد ققنوس را پدر می‌خواند ولی از ققنوس به صیغه خنثی (it) نام می‌برد. مؤلفان بعدی برای ققنوس غالباً از صیغه تأنیث استفاده کرده‌اند، اما از آن جا که این پرنده افسانه‌ای تک و منحصربه‌فرد بوده و زاد و ولد آن از جفتگیری ناشی نمی‌شده، بنابراین بحث در مورد جنسیت آن چندان مهم به نظر نمی‌رسیده است.
مورخی رومی به نام پوبلیوس اوویدیوس ناسو، مشهور به اووید، نخستین رومی است که دربارهٔ ققنوس به زبان لاتین مطلب نوشته است، در نوشتهٔ او آمده است:
«چه بسیار مخلوقاتی که امروزه بر روی زمین راه می‌روند، امّا در ابتدا به شکل دیگری بوده‌اند. فقط یک موجود هست که تا ابد همان طوری که از نخست بوده، باقی خواهد ماند، یعنی طی سالیان مدید، بی آن که تغییری کرده باشد، باقی می‌ماند و سرانجام نیز، پس از نابودی، دگربار به همان شکل اولیهٔ خویش متولد می‌شود. این پرنده، پرنده‌ای است که آشوری‌ها یا به تعبیر برخی منابع احتمالاً سوری‌ها یا فنیقی‌ها آن را ققنوس می‌نامند. این پرنده، دانه و علف معمولی نمی‌خورد، ولی از عصارهٔ میوه‌ها و از ادویه خوشبوی کمیاب می‌خورد. وقتی ۵۰۰ ساله شد، بر بالای نخل بلندی آشیان می‌سازد و با چنگالش از مرغوب‌ترین مواد، از پوست درخت گرفته تا دارچین و دیگر ادویه و صمغ برای خود بستری می‌سازد و بعد می‌میرد و روحش با دود و بخار معطر به دوردست سفر می‌کند، و داستان چنین ادامه می‌یابد که سپس از سینه بدن بی جان او ققنوس کوچکی سر برمی‌کشد تا آن طور که می‌گویند ۵۰۰ سال دیگر زندگی کند و در آن زمان که پس از سن و سالی شهامت لازم را پیدا کرد تخت و آشیانش را که مدفن پدرش هست بر فراز نخلی رفیع به حرکت درمی‌آورد و سفر به شهر آفتاب را شروع می‌کند، همان جایی که در معبد آفتاب آشیان ققنوس خوش می‌درخشد.»
از مجموع آنچه در فرهنگ اروپایی پیرامون ققنوس آمده است، می‌توان دو روایت کلی در مورد ققنوس ارائه داد:
اول اینکه ققنوس از بدن بی جان پدرش به وجود می‌آید و جسد پدرش را به شهر هلیوپولیس می‌برد و در قربانگاه معبد آفتاب می‌سوزاند؛ و روایت دیگر اینکه ققنوس در تلی از چوب و خاشاک خوشبو آتش می‌افکند، بال می‌زند و شعله می‌افروزد، خود در آتش می‌سوزد و از خاکسترش ققنوسی دیگر زاده می‌شود. پس به‌طور خلاصه می‌توان در مورد این اسطوره در فرهنگ اروپایی گفت: «ققنوس در آتش می‌سوزد و دیگر بار از خاکستر خود زاده می‌شود». در همین ارتباط در زبان انگلیسی مثلی بدین مضمون رایج است که: «هر آتشی ممکن است ققنوسی دربرداشته باشد»

## در مصر باستان
طی نخستین قرن میلادی، روی هم ۲۱ بار توسط ده مؤلف از ققنوس یاد شده است. از مجموع این منابع چنین بر می‌آید که خاستگاه اسطوره ققنوس تمدن قدیم مصر بوده و بعدها به ترتیب در تمدن‌های یونانی، رومی و مسیحی دربارهٔ آن سخن گفته‌اند. در میان مصریان، اسطوره ققنوس در اصل اسطوره خورشید بوده که بعد از هر شب دگر بار در سحرگاه طلوع می‌کند و نام شهر هلیوپولیس در نوشته هردوت نیز باید در همین ارتباط باشد.
مصریان ققنوس را پرنده مقدسی می‌دانند که بسیار نادر است. به روایت مردم شهر هلیوپولیس، ققنوس هر ۵۰۰ سال یک بار آن هم پس از مرگ ققنوس قبلی در مصر ظاهر می‌شود. از این پرنده تنها برخی تصاویر موجود است و آن طور که از شکل و اندازهٔ او در این تصاویر بر می‌آید، بال و پرش بخشی قرمز و بخشی زرد طلایی است و اندازه و شکل عمومی آن مانند عقاب است. داستانی عجیب هم از کار این پرنده گفته می‌شود و آن این که این پرنده جسد پدر خود را، که با نوعی صمغ گیاهی خوشبو اندود شده، همهٔ راه از سرزمین عرب تا معبد آفتاب با خود می‌آورد و آن را در آن جا دفن می‌نماید. می‌گویند برای آوردن جسد ابتدا گلوله‌ای آن قدر بزرگ که بتواند آن را حمل نماید از جنس آن صمغ گیاهی می‌سازد، بعد توی آن را خالی می‌کند و جسد را در آن می‌گذارد و دهانه آن را با صمغ تازه مسدود می‌کند و آن گاه گلوله را که درست همان وزن اولیه خود را پیدا کرده است، به مصر می‌آورد و در حالی که تمامی رویه گلوله از صمغ پوشانده شده آن را همان‌طور که گفته شد درون معبد آفتاب می‌گذارد.

## در اساطیر ایران

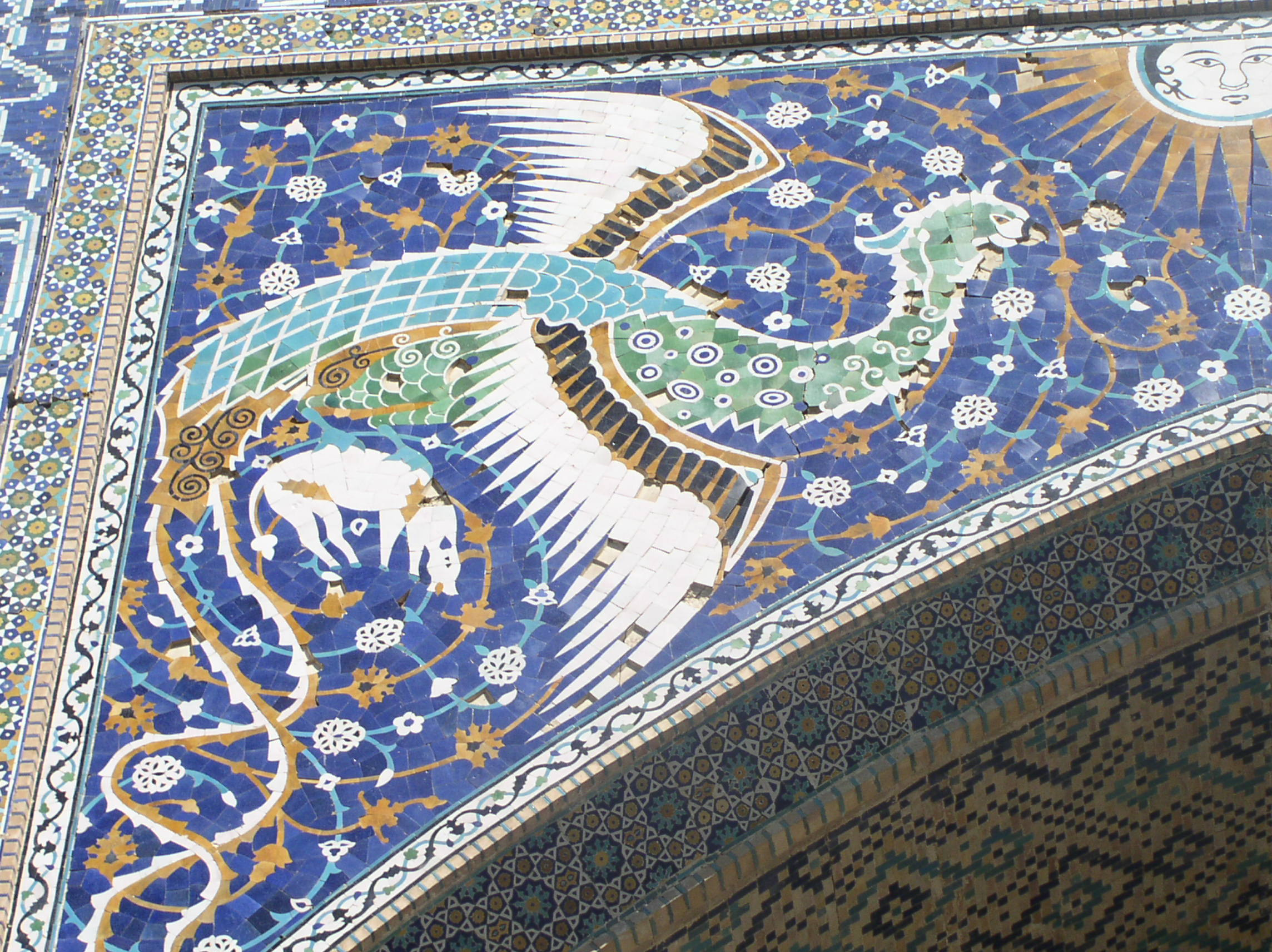
تصویری از ققنوس بر سر در مدرسهٔ نادر دیوان بیگی واقع در بخارا، جمهوری ازبکستان، بخشی از مجموعهٔ لب حوضی

در اساطیر ایران، قُقنوس یا قُقنُس، معرب کلمهٔ یونانی کوکنوس κύκνος / kúknos و به معنی قو swan، همتای کلمهٔ هند و اروپایی و چینی فونیکس است و چنین می‌نماید که شکل آن ترتیب و برآیندی از قرقاول، مرغ چینی و آمیزهٔ آن با دیگر مرغان اسطوره‌ای است.
این مرغ در روایت‌های ایرانی نیز همچون روایت‌های هندواروپائی، مرغی نادر و تنهاست که او را جفتی نیست و در نتیجه از او زایشی نیز پدید نخواهد آمد. ققنوس هزار سال زندگی می‌کند و چون عمرش به پایان می‌رسد، توده‌ای بزرگ از هیزم فراهم می‌آورد و با نشستن بر آن توده چندان آواز می‌خواند که از آواز خود به وجد می‌آید و با برهم زدن بال و به یاری منقار، آتشی می‌افروزد و با سوختن در آتش از وی بیضه ای (تخم) پدیدار می‌شود و بدینسان ققنوسی دیگر زاده می‌شود.
در این روایت ققنوس همتای قو در ادبیات اروپایی است که با آوازخوانی، زیست و زندگی خود را به پایان می‌برد. اساساً در ادبیات ایران نیز همچون ادبیات هندواروپایی، سوختن در رنج خویش و از خاکستر خود برآمدن و تولدی دیگر، راه به اسطورهٔ ققنوس دارند.

## در اساطیر چین

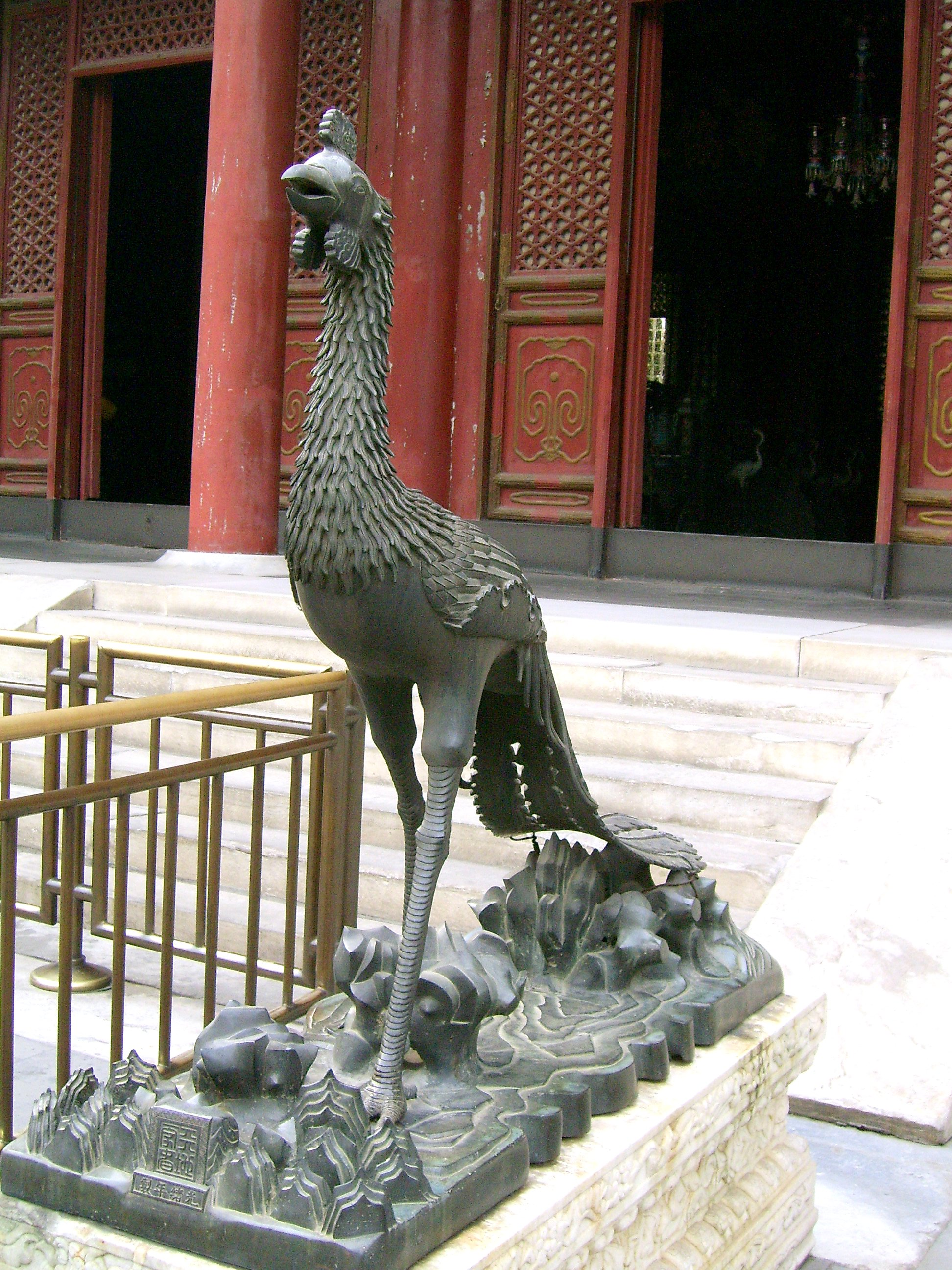
فنگ هوانگ (ققنوس چینی)، در کاخ تابستانی بیجینگ، چین

در فرهنگ اسطوره‌ای چین، ققنوس با نام فنگ هوانگ یا پرندهٔ سرخ شناخته می‌شود که از جنس آتش است و نماد تابستان و جنوب محسوب می‌شود که خشکسالی آفرین می‌باشد. به همین دلیل ققنوس دربردارندهٔ عنصر منفی و مادینگی جهان، یعنی یین است و نماد ملکه محسوب می‌شود. در برابر ققنوس، اژدها قرار می‌گیرد که همیشه در اساطیر چین نمایندهٔ خاقان به‌شمار می‌آید.
در اساطیر چین ققنوس در فواره‌ای از آب زلال تن می‌شوید و با گذشتن از بلندای کوه گون لون، هر شامگاه در غارهای دان Tan آرام می‌یابد. بر مبنای روایات چینی ققنوس کمتر تا سطح زمین پرواز می‌کند و هرگاه که چنین کند، همهٔ مرغان گرد او جمع می‌شوند. بر اساس روایت کویاجی دربارهٔ ققنوس، وی بر سطح زمین نمی‌نشیند، امّا هرگاه که بر سطح زمین بنشیند بر یک پای می‌رقصد.
برخی احتمال داده‌اند که ققنوس چینی همتای شانگ شانگ یا مرغ باران در روایت کنفوسیوس باشد، حال آنکه شانگ شانگ یا مرغ باران، پرنده ایست که نماد یین محسوب می‌شود، امّا ققنوس به‌طور معمول نماد یانگ تلقی شده است.
ققنوس در اساطیر چین، نماد شادمانی و خرسندی و نشانهٔ رضایت آسمان است. اژدها در این اساطیر روح باران و نماد خاقان است و ققنوس، نماد ملکه و جنوب و یاور کشاورزان است.
در اساطیر چین پرنده سرخ یا ققنوس نماد جنوب و مورد نیایش بود. ققنوس بعدها جای خود را به قرقاول داد. این پرنده در نقش‌های برجای مانده دارای منقار خمیده، پنجهٔ بلند و تیز به شکل پرندگان شکاری بود و یاری دهندهٔ کشاورزان مزارع خشک جنوب به‌شمار می‌آمد.
در اساطیر چین ققنوس دیگری موسوم به چی سانگ یا ققنوس کوهساران نیز وجود دارد. این ققنوس، ققنوسی است که به روزگار دودمان جو نقشهٔ رودها را به یو پیشکش کرد.

## ققنوس در نماد

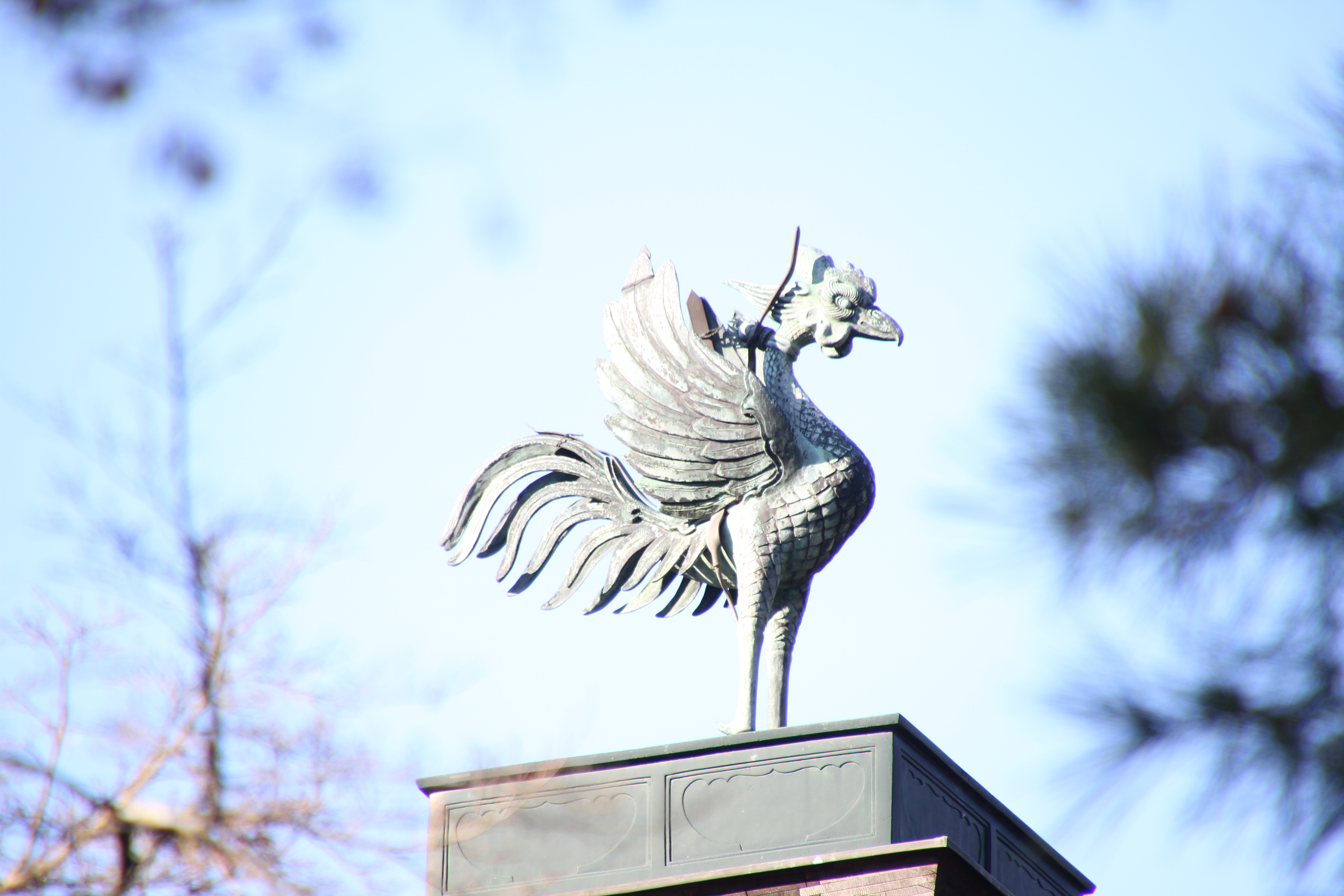
نماد ققنوس در کنار ساعت‌های عمومی

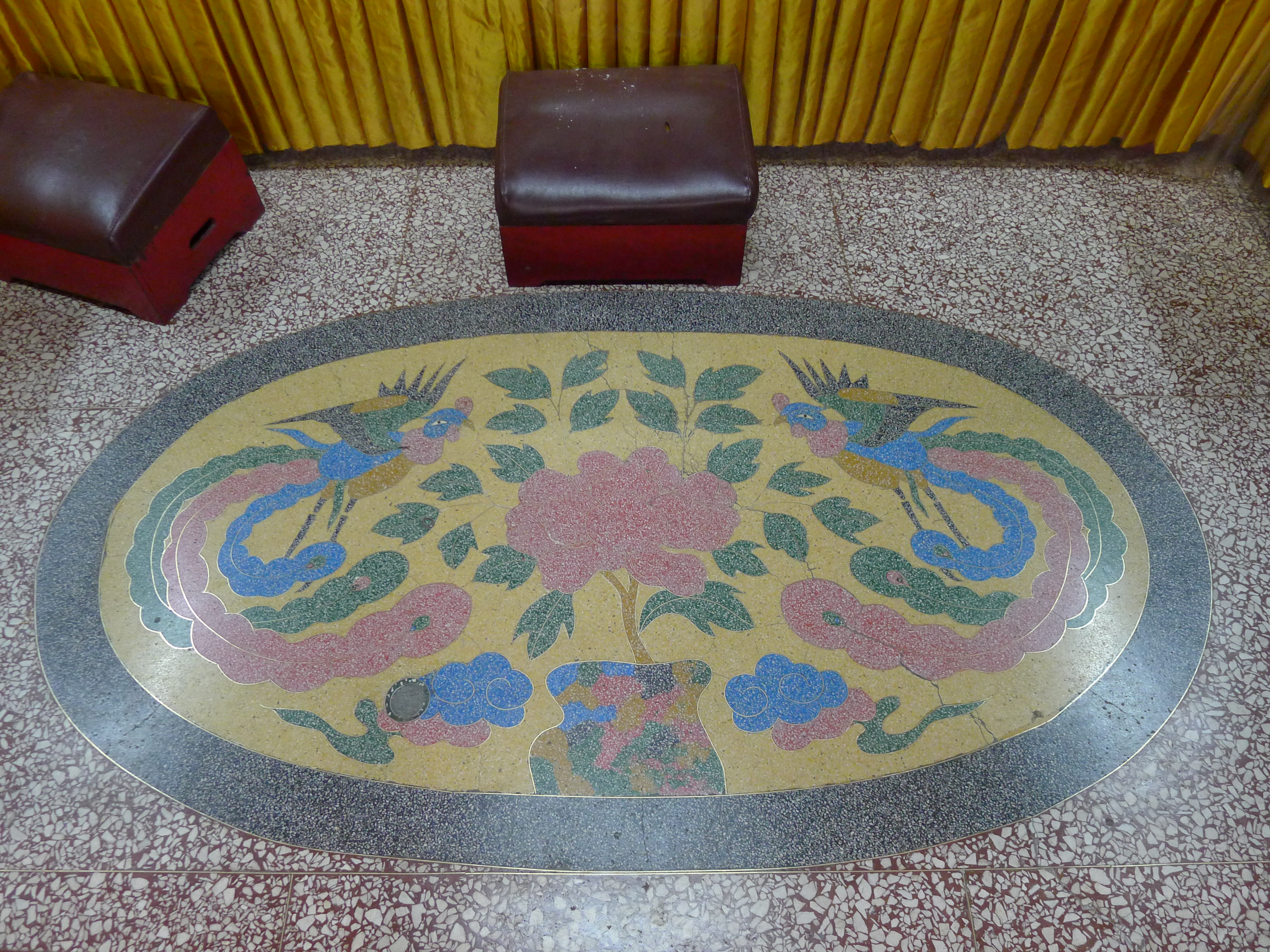
نماد ققنوس بر روی یک کاشی سرامیکی

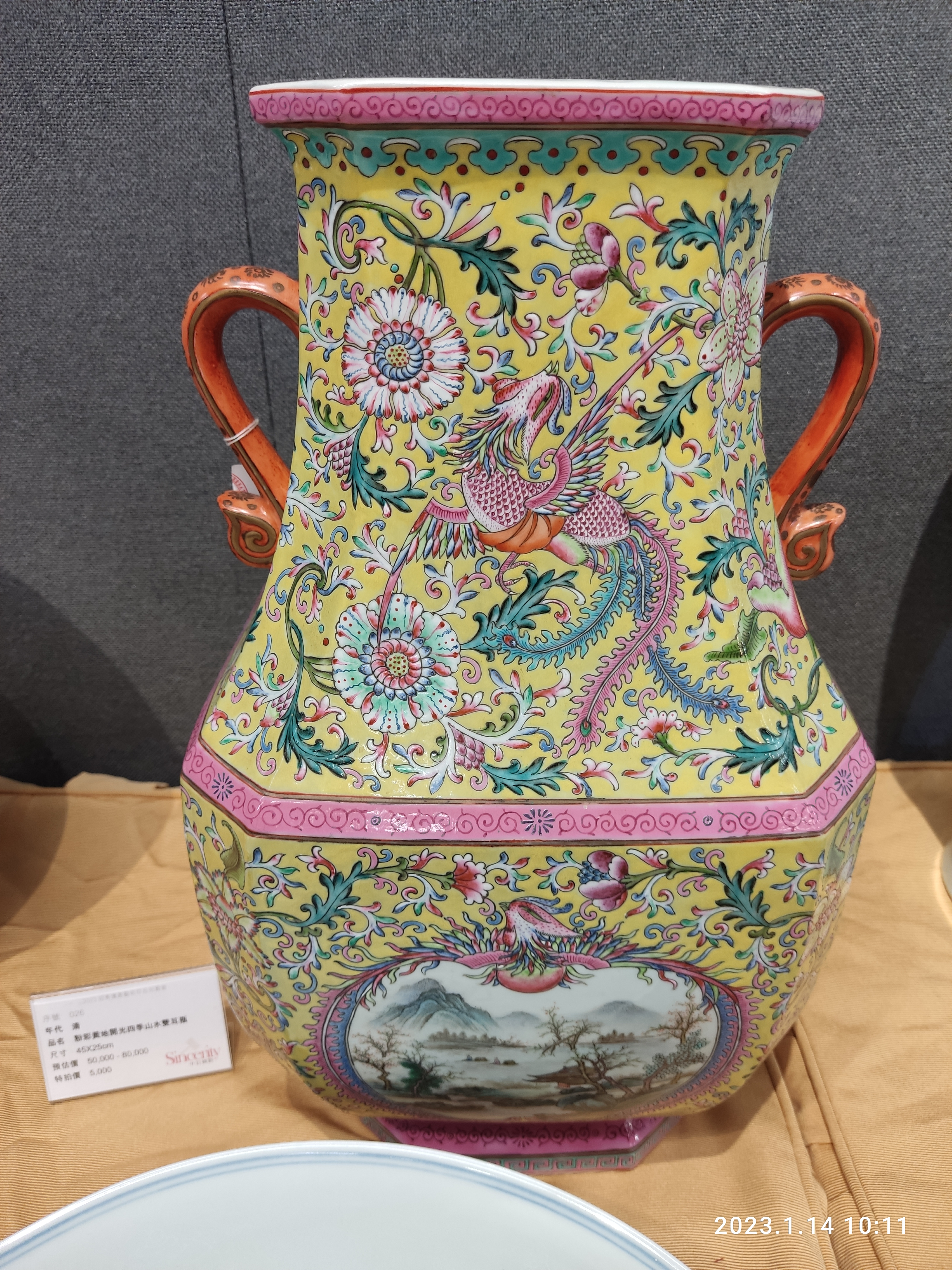
نماد ققنوس بر روی یک ظروف

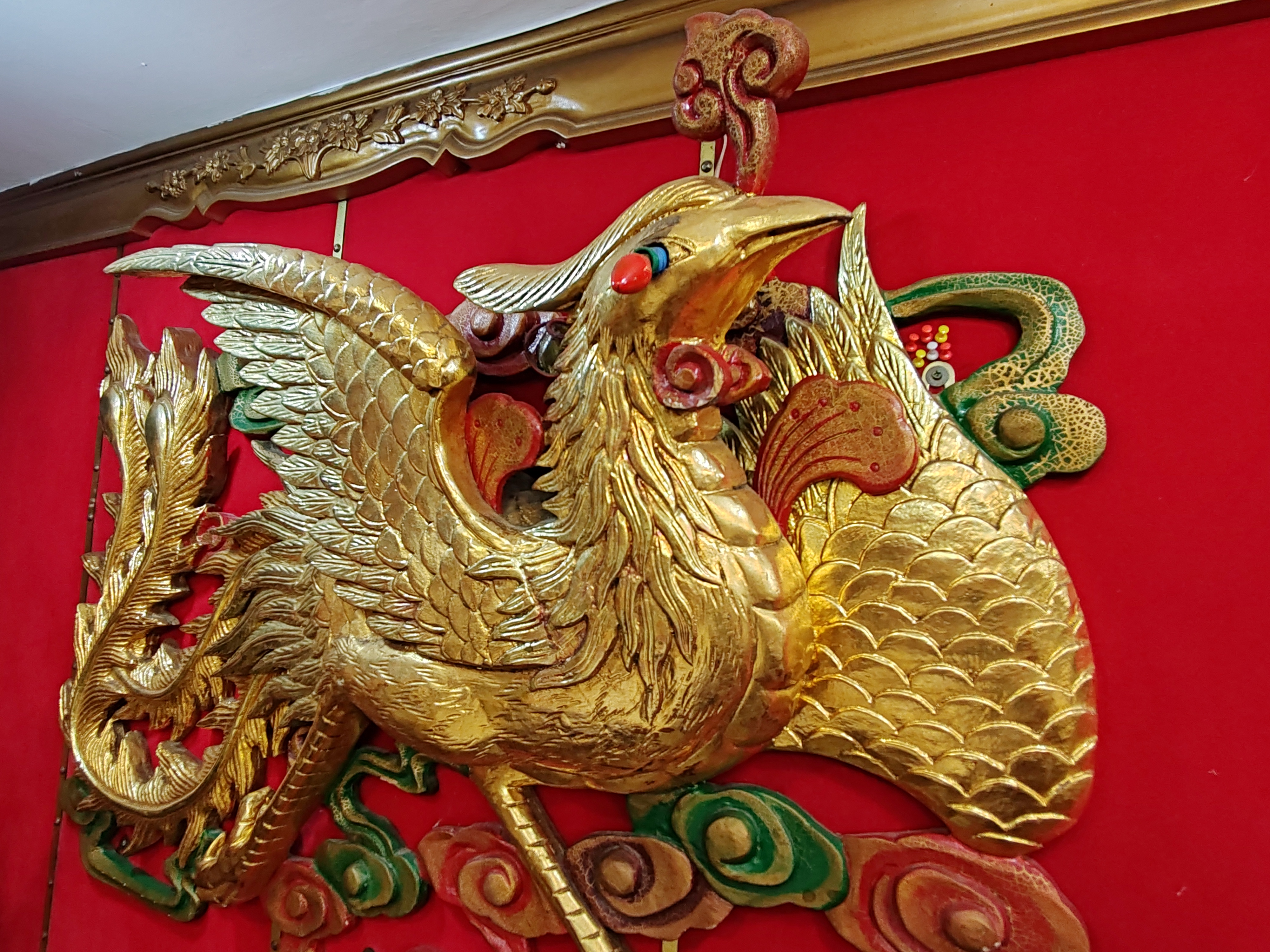
نماد ققنوس نصب شده در یک چاپارخانه

نماد ققنوس بر روی یکی از لوگوهای باشگاه فوتبال استقلال ایران

## ققنوس در ادبیات

### داستان کوتاه ققنوس نوشتهٔ سیلویا تاون سند وارنر
در کتاب ققنوس نوشتهٔ سیلویا تاون‌سند وارنر ققنوس از یک موجود افسانه‌ای به یک واقعیت تصویر شده و نماد هویّت و موجودیت یک ملّت است که بازیچهٔ هوس‌ها و امیال افراد سودجو و منفعت طلب قرار می‌گیرد. در این داستان کوتاه و تأثیرگذار ققنوس پرنده‌ای زیبا و اصیل باستانی مشرقی است که در منطقه‌ای در خاورمیانه حوالی عربستان زندگی می‌کند که به دست یک شخص سرمایه‌دار انگلیسی به اسم «آقای پالدرو» اسیر می‌شود و آن را در یک قفس زندانی و حبس می‌کند تا از نمایش دادن آن در باغ‌وحش پول خوبی به جیب بزند، اما پس از مدتی وقتی که می‌بیند ققنوس در قفس و اسارت برای مردم جذاب نیست و نظر مردم را جلب نمی‌کند، تصمیم می‌گیرد از این پرنده باشکوه و باعظمت یک موجود حقیر و مسخره به وجود بیاورد تا برای مردم جالب به نظر برسد. او مدام به این پرنده زجر و عذاب می‌دهد، اما درنهایت پس از تحمل سختی و ظلم بسیار، ققنوس همچون یک ملّت تحت ظلم و استبداد قیام می‌کند و تمامی کسانی را که مسبب رنج او شده‌اند در آتش خود می‌سوزاند و دوباره از نو آزاد متولد می‌شود. در بخشی از داستان می‌خوانیم:
«پرنده‌های دیگر را به قفس او انتقال دادند. پرنده‌های ذاتاً تند مزاج و جنگجو. آنها به ققنوس منقار می‌کوفتند و او را آزار و اذیت می‌کردند؛ ولی ققنوس آنقدر اجتماعی و نیک رفتار بود که پرندگان دیگر پس از یک یا دو روز از خصومت و عداوت با او دست می‌شستند. بعد از آن آقای پالدرو از گربه‌های خیابان‌گرد استفاده کرد. آنها دیگر با رفتار خوش، از میدان به در نمی‌شد. اما ققنوس به سرعت بر بالای سرشان می‌رفت و بالهای زرین خود را در صورت آنها برهم می‌کوفت و آنها را می‌ترساند. ققنوس به قفسی کوچک انتقال داده شد که در سقف آن آب‌پاشی کار گذاشته شده بود. هر شب آب‌پاش به کار می‌افتاد و ققنوس به سرفه افتاد. آقای پالدرو فکر کارساز دیگری هم داشت. هر روز در مقابل قفس ققنوس قرار می‌گرفت و آن را مورد ریشخند و تمسخر قرار می‌داد و با او بدرفتاری می‌کرد. هنگامی که بهار فرا رسید، آقای پالدرو در اندیشه آغاز تبلیغات عمومی پیرامون ققنوس در حال زوال می‌کرد. او می‌گفت: «ققنوس که از دیرباز مورد علاقه مردم بوده است رو به زوال نهاده است.» آنگاه آقای پالدرو چند روزی با گذاشتن دسته‌ای کاه بدبو و مقداری سیم خاردار زنگ زده در قفس، دست به سنجش عکس‌العمل ققنوس زد تا ببیند که آیا او همچنان به آشیان‌سازی تمایل دارد؟ یک روز ققنوس شروع به غلتیدن در کاه و علفها کرد. آقای پالدرو قراردادی برای حق فیلمبرداری به امضاء رساند. در نهایت روز موعود فرا رسید. چند هفته‌ای بود که علاقه مردم به ققنوس بیشتر و بیشتر می‌شد و حق ورود تا پنج شیلینگ رسیده بود. دور تا دور حصارکشی، از جمعیت خروشان بود. چراغ‌ها و دوربین‌ها به سوی قفس نشانه رفته بودند و گوینده‌ای از طریق بلندگو به حضار ندرت چیزی که رو به رخداد بود را گوشزد می‌کرد. بلندگو گفت: «ققنوس اشراف‌زاده دنیای پرندگان است. تنها، کمیاب‌ترین و گرانبهاترین نمونه‌های چوب مشرق زمین که آغشته به عطر شده‌اند می‌تواند ققنوس را اغوا کند تا لانه عشق افسانه‌ای خود را برپا سازد.» در این لحظه دسته‌ای پاکیزه از ترکه‌ها و چوب‌تراشه‌هایی معطر به داخل قفس پرتاب شدند. گوینده از بلندگو ادامه داد: «ققنوس چون کلئوپاترا هوس‌باز و چون دلربای باشکوه، چون موسیقی بومی کولی‌های سرمست. تمام شکوه و جلال و شور مشرق باستان، جادوی جاودانه‌اش و ظلم و بیداد ماهرانه‌اش…» زنی در جمعیت فریاد زد: «نگاه کنید او می‌خواهد خودش را به آتش بکشد.» لرزش در شهپرهای ققنوس افتاد. سرش را از طرفی به طرف دیگر چرخاند. پایین آمد و از نشیمنگاه خود این سو و آن سو شد. با خستگی و فرسودگی تراشه‌ها و ترکه‌ها را جابجا کرد. دوربینها به کار افتادند و نور، از هر سو بر ققنوس تابیدن گرفت. آقای پالدرو در حالیکه به سوی بلندگو می‌دوید اعلان کرد: «خانمها و آقایان! این لحظه هیجان‌آوری است که دنیا با نفسهای در سینه حبس‌گشته آن را به انتظار نشسته است. افسانه قرنهای پیش امروز در مقابل چشمان امروزی ما رو به تجلی است. ققنوس روی تلّ چوبهایی که بسان هیزم به آتش کشیدن جسد بود نشست، چونان که به خواب آرمیده است. کارگردان فیلم گفت: «اگر تمام ماجرا همین بود، یادداشت کنید: فیلمِ آموزشی» در این لحظه ناگهان ققنوس و لانه‌اش شعله‌ور گشت. شراره‌ها به بالا زبانه کشیدند و به هرسو گستردند. ظرف یک یا دو دقیقه، همه چیز به خاکستر مبدل شد و چند هزار نفر از جمله آقای پالدرو در حریق جان باختند.»

### در منطق الطیر
در شعر کهن فارسی فقط عطار نیشابوری در اشعار خود از ققنوس نام برده است. او ققنوس را نیز به سان دیگر موجودات فانی دانسته و بر همه‌گیر بودن پدیدهٔ مرگ تأکید ورزیده است.
در منطق الطیر عطار، ققنوس طُرفه مرغی دل‌سِتان است که مأوای او در هندوستان می‌باشد. او پرنده ای است که نزدیک به صد سوراخ در منقار دارد و او را جفتی نیست؛ بنابراین روایت، ققنوس در بلندی‌ها می‌نشیند و با وزیدن باد بر منقار او، نوایی دلنشین پدیدار می‌شود و مرغان دیگر بدین آواز گرد او جمع می‌شوند و مدهوش و صید وی می‌شوند.
عطار نیشابوری در اشعارش از ققنوس به عنوان پرنده‌ای یاد می‌کند که بر روی نوک او ۳۶۰ سوراخ وجود دارد و از هر سوراخ آن نوایی دلنشین خارج می‌گردد. او خاستگاه ققنوس را در هندوستان می‌داند.

### در شعر نو فارسی

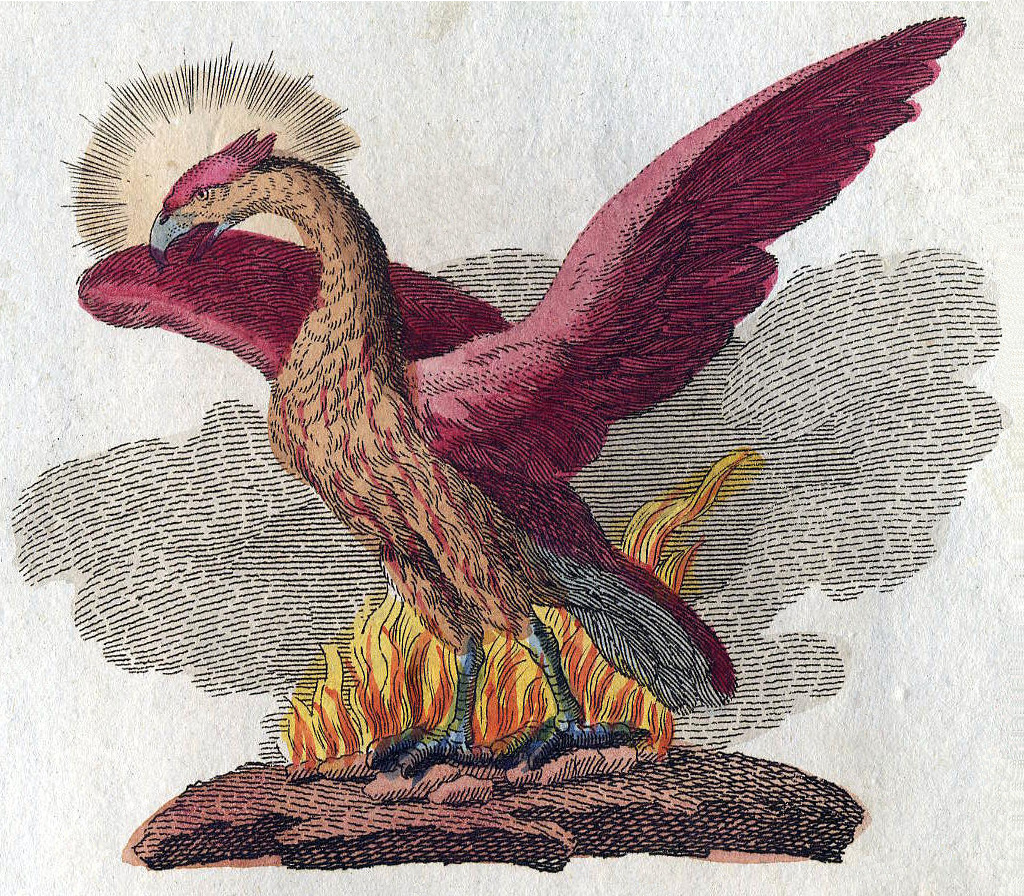
ققنوس طراحی شده در کتابی که به معرفی اساطیر اختصاص دارد، اثری از فردریک جاستین برتوش (زاده:۱۷۴۷، درگذشت: ۱۸۲۲)

ققنوس، نگاره‌ای در نشان کمونِ دوسلز، در بخش ووسگز در لوران واقع در شمال شرقی فرانسه

شعر زیر از شاعر بزرگ ایران، نیما یوشیج، که عنوان ققنوس دارد، بازگوکنندهٔ مناسبی از اسطورهٔ ققنوس است:
قُقنوس، مرغ خوشخوان، آوازهٔ جهان،
آواره مانده از وزش بادهای سرد،
بر شاخ خیزران،
بنشسته است فرد.
بر گرد او به هر سر شاخی پرندگان.
او ناله‌های گمشده ترکیب می‌کند،
از رشته‌های پارهٔ صدها صدای دور،
در ابرهای مثل خطی تیره روی کوه،
دیوار یک بنای خیالی
می‌سازد.
از آن زمان که زردی خورشید روی موج
کمرنگ مانده است و به ساحل گرفته اوج
بانگ شغال، و مرد دهاتی
کرده ست روشن آتش پنهان خانه را
قرمز به چشم، شعلهٔ خردی
خط می‌کشد به زیر دو چشم درشت شب
وندر نقاط دور،
خلق اند در عبور …
او، آن نوای نادره، پنهان چنان‌که هست،
از آن مکان که جای گزیده ست می‌پرد
در بین چیزها که گره خورده می‌شود
یا روشنی و تیرگی این شب دراز
می‌گذرد.
یک شعله را به پیش
می‌نگرد.
جایی که نه گیاه در آنجاست، نه دمی
ترکیده آفتاب سمج روی سنگهاش،
نه این زمین و زندگی اش چیز دلکش است.
حس می‌کند که آرزوی مرغها چو او
تیره ست همچو دود. اگر چند امیدشان
چون خرمنی ز آتش
در چشم می‌نماید و صبح سپیدشان.
حس می‌کند که زندگی او چنان
مرغان دیگر ار بسر آید
در خواب و خورد
رنجی بود کز آن نتوانند نام برد.
آن مرغ نغزخوان،
در آن مکان ز آتش تجلیل یافته،
اکنون، به یک جهنم تبدیل یافته،
بسته ست دمبدم نظر و می‌دهد تکان
چشمان تیزبین.
وز روی تپه،
ناگاه، چون به‌جای پر و بال می‌زند
بانگی برآرد از ته دل سوزناک و تلخ،
که معنیش نداند هر مرغ رهگذر.
آنگه ز رنج‌های درونیش مست،
خود را به روی هیبت آتش می‌افکند.
باد شدید می‌دمد و سوخته ست مرغ!
خاکستر تنش را اندوخته ست مرغ!
پس جوجه هاش از دل خاکسترش به در.
در این شعر نیما، خیزران یا نی کنایه ایست از قلم، و فرد نشستن بر سر آن توصیفی است که نیما یوشیج از یکه و تنها بودن خویش در شعر نو، در سپیده دم ابداع این نوع شعر می‌کند. لطافت این شعر نیما که در بهمن ۱۳۱۶ سروده شده است، در این شعر آن است که وی با توجه به ناآشنا بودن شعر نو برای بسیاری از افراد خاص و عام و ضمن یادآوری تنهایی خود در این مسیر، ضمن اشاره به ققنوس به سوختن خویش در رنج درون اشاره می‌کند، تنها بدین امید که پویندگان راهش در آینده، ققنوس وار سر برآورند و به کار او در زمینهٔ شعر نو، حیاتی جاوید بخشند. اتفاقی که امروز با گسترش فوق العادهٔ شعر نو به‌وضوح شاهد آن هستیم.
در نمونه‌ای دیگر از اشاره به ققنوس در شعر پارسی، می‌توان به سرودهٔ محمدرضا شفیعی کدکنی اشاره کرد:
در آنجای که آن ققنوس آتش می‌زند خود را
پس از آنجا کجا ققنوس بال افشان کند در آتشی دیگر
خوشا مرگی دگر
با آرزوی زایشی دیگر
احمد شاملو، شاعر مشهور و نوپرداز معاصر نیز، دفتر شعری با عنوان ققنوس در باران دارد که در حوالی سال‌های ۴۵–۱۳۴۴ به چاپ رسیده است، هرچند که شعری با این عنوان در آن دفتر نیست و در چاپ‌های موجود نیز مقدمه‌ای بر دفتر که تسمیه آن را توجیه کند وجود ندارد. همچنین محمود دولت‌آبادی، نویسندهٔ برجستهٔ معاصر، نمایشنامه‌ای به نام ققنوس دارد. سید علی صالحی نیز، مجموعه شعرهای سیدعمادالدین نسیمی را تحت عنوان ققنوس در شب خاکستر به چاپ رسانیده است.

### کتاب‌هایهری‌پاتر
نام پنجمین کتاب از کتاب‌های هری پاتر، هری پاتر و محفل ققنوس است. همچنین مدیر مدرسه جادوگری هاگوارتز، دامبلدور ققنوسی به نام فاوکس دارد.

براساس کتاب‌های هری پاتر، ققنوس پرندهٔ سرخ رنگ باشکوهی به اندازه مختلف که می‌تواند تغییر دهد ولی در این‌جا اندازی قو است که منقار، چنگال و دم بسیار بلندش طلایی رنگ است. این پرنده در نوک قله‌های مرتفع لانه می‌سازد و در مصر، هندوستان و چین یافت می‌شود. عمر ققنوس بسیار طولانی است زیرا این پرنده از موهبت تولد دوباره برخوردار است، بدین ترتیب که در دوران پیری شعله‌ور شده و تبدیل به مشتی خاکستر می‌شود، آنگاه از خاکستر به شکل یک جوجه برمی‌خیزد و بار دیگر به زندگی خود ادامه می‌دهد. ققنوس موجودی آرام است و هیچ‌گاه به قتل و کشتار نپرداخته است. این پرنده از گیاهان تغذیه می‌کند. ققنوس نیز مانند پرپرک می‌تواند به اراده خود ناپدید و پدیدار شود. آواز ققنوس ماهیتی سحرآمیز دارد: به افراد پاکدل، جرئت و جسارت می‌بخشد و در دل افراد ناپاک ترس و وحشت ایجاد می‌کند. اشک ققنوس خاصیت درمانی قوی دارد.

## در صنعت
ققنوس نام مصطلح برای موشک‌های رده AIM-۵۴ است که بر روی هواپیماهای F-۱۴ استفاده می‌شد. برد این سری موشک‌ها بلند بوده و از کارایی بالایی برخوردار بودند.